# Karataş, Adana
Karataş là một huyện thuộc tỉnh Adana, Thổ Nhĩ Kỳ. Huyện có diện tích 907 km² và dân số thời điểm năm 2007 là 21485 người, mật độ 24 người/km².